# Cleidogona inexpectata
Cleidogona inexpectata är en mångfotingart som beskrevs av Hoffman 1950. Cleidogona inexpectata ingår i släktet Cleidogona och familjen Cleidogonidae. Inga underarter finns listade i Catalogue of Life.